# Gabriel Oxenstierna (1619–1673)
Gabriel Oxenstierna, född 6 mars 1619 på Revals slott, död 12 januari 1673, var en svensk greve, riksråd och riksmarskalk.

## Biografi
Oxenstierna vistades efter fullbordade studier hemma till 1643 vid armén i Tyskland. Efter hemkomsten erhöll han först en häradshövdingtjänst i Lappvesi härad, utnämndes 1644 till överste för Upplands regemente samt beordrades redan samma år att gå med sitt regemente till Värmland för att försvara gränsen mot danskarna. År 1645 utnämndes han till drottning Kristinas hovmarskalk. Häradshövding i Nedre Satakunta, Finland, 1647. År 1650 utnämnde drottningen honom till riksjägmästare, i vilken befattning han bl.a. hade tillsyn över Djurgårdens ordnande, samt 1653 till riksråd. Samma vänskap, som Kristina visat Oxenstierna, visades honom även av Karl X Gustav, till vars förtroligare vänkrets han räknades. Efter sin syssling Johan Oxenstiernas död 1657 utnämndes han till riksmarskalk och lagman i Värmlands lagsaga. I hans armar utandades Karl X Gustav sin sista suck. Även Karl XI värderade högt denne faderns gamle vän.

## Familj[3]
Gabriel Gabrielsson Oxenstierna var son till riksmarskalken Gabriel Bengtsson Oxenstierna och Anna Gustafsdotter Banér. Han var bror till Bengt Gabrielsson och Gustaf Gabrielsson Oxenstierna af Korsholm och Vasa och 9 andra syskon. Efter faderns död 1656 övertog han bland annat titlarna greve till Korsholm och Wasa, friherre till Mörby och Lindholmen, herre till Rosersberg, Edsberg och Koporie samt tillhörande fastigheter. 
Han gifte sig i Stockholm 1644 med grevinnan Maria Christiana Löwenstein und Scharffeneck (1625–72). Tillsammans fick de åtta barn.
- Gustaf Adolf (1648–1697) överste, kammarherre, gift med grevinnan Christina Douglas
- Gabriel (1652–1656)
- Carl Ludvig (1655–1656)
- Gabriel (1656–1719) kammarherre, gift med friherrinnan Magdalena Catharina Stake
- Christian Ludvig (1660–1660)
- Christiana Juliana (1661–1701) gift utan släktens samtycke med pastorn  Nicolaus Bergius (1658–1706)
- Anna Lovisa (1664–1681)
- Fredrik Axel (1667–1692)